# Балбоа Парк (Сан Франциско)
Балбоа Парк е квартал и обществен парк в Сан Франциско. Създаден е през 1909 г., а части от него са построени след това. Известен е и под имената Мишън Теръс, Каюга или Ингълсайд. Разположен е между ул. „Мишън“ и магистрала 280, северно от Дженива авеню, а паркът се намира на Сан Хосе авеню, северно от Оушън авеню. В парка се намират обществен плувен басейн, детска площадка, стадион, бейзболно игрище, тенис кортове и Ингълсайдския полицейски участък.
Гимназията „Балбоа“ се намира на Каюга авеню, а Градския колеж на Сан Франциско е от другата страна на 280.  Общественият транспорт в Балбоа Парк е концентриран около Метростанция Балбоа Парк (БАРТ) в югозападния ъгъл на квартала. Метростанцията също служи и за терминал на линиите J, K и L на МЮНИ.